# José Oscar
José Oscar Zelaya Alonso (,  — , ) foi um basquetebolista brasileiro.
Começou a jogar basquete nas categorias de base do Clube de Regatas do Flamengo e depois jogou no Botafogo de Futebol e Regatas (Na época pré-fusão, jogou em ambos os clubes, no Club de Regatas Botafogo e no Botafogo Football Club). Pelo Flamengo foi campeão da categoria infantil em 1927, e da juvenil em 1928. Foi para o Botafogo em 1934, época em que jogou os jogos olímpicos de Berlim de 1936. 
Pelo Botafogo foi campeão do II Torneio Aberto da LCB em 1935 e em 1943 do campeonato carioca de Basquete, este já após a fusão.
Fez parte do elenco que participou dos Jogos Olímpicos de Berlim, em 1936, porém não chegou a jogar.
Em sua homenagem, o Botafogo de Futebol e Regatas deu ao ginásio de General Severiano a designação de "Ginásio Oscar Zelaya".